# Lui e lei/Due anni dopo
Lui e lei/Due anni dopo è il secondo singolo del cantautore Francesco Guccini che all'epoca usava come nome d'arte "Francesco"; venne pubblicato in Italia nel 1970 dalla Columbia.

## Descrizione
Entrambe le canzoni sono scritte e composte da Guccini e sono tratte dal suo secondo album in studio, Due anni dopo, in cui hanno un diverso missaggio oltre a essere queste in monofonia. Gli arrangiamenti sono curati da Giorgio Vacchi.

## Tracce
LATO A
Testi e musiche di Francesco Guccini.
1. Lui e lei – 3:08

Durata totale: 3:08
LATO B
Testi e musiche di Francesco Guccini.
1. Due anni dopo – 3:42

## Musicisti
- Francesco Guccini: chitarra acustica e voce
- Deborah Kooperman: chitarra acustica